# Scrupocellaria harmeri
Scrupocellaria harmeri är en mossdjursart som beskrevs av Osburn 1947. Scrupocellaria harmeri ingår i släktet Scrupocellaria och familjen Candidae.
Artens utbredningsområde är Mexikanska golfen. Inga underarter finns listade i Catalogue of Life.